# Canada-Écosse en rugby à XV
Cet article présente l'historique des confrontations entre l'équipe du Canada et l'équipe d'Écosse en rugby à XV. Les deux équipes se sont affrontées à 7 reprises, une victoire pour le Canada contre 6 pour l'Écosse.

## Confrontations
| No | Date             | Lieu                                    | Match           | Score   | Compétition |
| -- | ---------------- | --------------------------------------- | --------------- | ------- | ----------- |
| 1  | 21 janvier 1995  | Murrayfield Stadium, Édimbourg — Écosse | Écosse – Canada | 22 – 6  | Test match  |
| 2  | 8 juin 2002      | Fletcher's Fields, Toronto — Canada     | Canada – Écosse | 8 – 33  | Test match  |
| 3  | 15 juin 2002     | Thunderbird Stadium, Vancouver — Canada | Canada – Écosse | 26 – 23 | Test match  |
| 4  | 22 novembre 2008 | Pittodrie Stadium, Aberdeen — Écosse    | Écosse – Canada | 41 – 0  | Test match  |
| 5  | 14 juin 2014     | BMO Field, Toronto — Canada             | Canada – Écosse | 17 – 19 | Test match  |
| 6  | 9 juin 2018      | Commonwealth Stadium, Edmonton — Canada | Canada – Écosse | 10 – 48 | Test match  |
| 7  | 6 juillet 2024   | Stade Place TD, Ottawa — Canada         | Canada – Écosse | 12 – 73 | Test match  |

| No | Date        | Lieu                                           | Match              | Score   | Compétition |
| -- | ----------- | ---------------------------------------------- | ------------------ | ------- | ----------- |
| -  | 24 mai 1991 | Canada Games Stadium (en), Saint-Jean — Canada | Canada – Écosse XV | 24 – 19 | Test match  |